# Ducor
Ducor es un lugar designado por el censo ubicado en el condado de Tulare, en el estado estadounidense de California. En el año 2000 tenía una población de 504 habitantes y una densidad de 315 personas por km².

## Geografía
Ducor se encuentra ubicado en las coordenadas 35°53′32″N 119°2′53″O / 35.89222, -119.04806. Según la Oficina del Censo, la ciudad tiene un área total de 1,6 km² (0,6 mi²), toda ella tierra firme.

## Demografía
Los ingresos medios anuales por hogar en la localidad eran de $33,125, y los ingresos medios por familia eran $30,694. Los hombres tenían unos ingresos medios de $33,750 frente a los $26,250 para las mujeres. La renta per cápita para la localidad era de $9,701. Alrededor del 30.0% de la población estaban por debajo del umbral de pobreza.